# Jean-Claude Montalban
Pour les articles homonymes, voir Montalban.
Jean-Claude Montalban est un acteur et directeur artistique français.
Principalement actif dans le doublage, il double de manière régulière les acteurs Bob Saget, Jerry Seinfeld et les caméos de Stan Lee.

## Biographie
Sorti du conservatoire, Jean-Claude Montalban joue dans une trentaine de pièces, une douzaine de longs-métrages et une cinquantaine de séries télévisées (Douce France...).
C'est dans les années 1980 qu'il se tourne vers le doublage, poussé par le comédien Gérard Hernandez qui le découvre lors d'un spectacle auquel ils participent ensemble. Après quelques petits rôles de doublage, son premier grand rôle est l'interprétation du héros Cobra dans le dessin animé du même nom. Il en garde un très bon souvenir, au point de reprendre ce rôle en 1995 lorsque le film arrive en Europe, ainsi que dans la nouvelle série sortie en 2010. Outre Cobra, il double différents personnages de dessins animés dont David Duchemin dans Wingman, Marc dans Max et Compagnie ou bien le commentateur de L'École des champions. Il est également connu en tant que voix française régulière des comédiens Jerry Seinfeld (Seinfeld) et Bob Saget (La Fête à la maison, How I Met Your Mother).
À côté de son activité de comédien de doublage, il continue la télévision et le théâtre. Il fut directeur de plateaux au Studio SOFI, l'une des sociétés françaises de doublage. Il se consacre davantage à la direction artistique qu'au doublage lui-même.

## Filmographie

### Cinéma
- 1977 : Cet obscur objet du désir de Luis Buñuel
- 1984 : French Lover (Until September) de Richard Marquand : Fonctionnaire de Compagnie aérienne

### Télévision

#### Téléfilms
- 1966 : Le destin de Rossel de Jean Prat
- 1970 : Adieu Mauzac de Jean Kerchbron : Lambert
- 1974 : La Logeuse de Luc Godevais : le jeune inspecteur

#### Séries télévisées
- 1977 : Au théâtre ce soir : Appelez-moi maître de Renée et Gabriel Arout, mise en scène Georges Vitaly, réalisation Pierre Sabbagh, Théâtre Marigny
- 1978 : Au théâtre ce soir : Jérôme des nuages de Guillaume Hanoteau, mise en scène Jacques Mauclair, réalisation Pierre Sabbagh, Théâtre Marigny
- 1979 : Mon ami Gaylord de Pierre Goutas (mini série télévisée)
- 1985 : Le Génie du faux de Stéphane Kurc
- 1990 : Les Cinq Dernières Minutes de Stéphane Kurc, épisode : Une beauté fatale

## Théâtre
- 1965 : Copains Clopant de Christian Kursner, mise en scène Francis Joffo, Théâtre Charles de Rochefort
- 1966 : Festival international de Carthage ; Poivre de Cayenne René de Obaldia, mise en scène de Charles Tordjman, comédien
- 1967 : Croque-monsieur de Marcel Mithois, mise en scène Jean-Pierre Grenier, Théâtre des Célestins
- 1970 : Tartuffe de Molière, mise en scène Fernand Ledoux
- 1971 : La Bande à Bonnot de Henri-François Rey, mise en scène Pierre Vielhescaze, Théâtre de l'Ouest parisien
- 1972 : L'Ingénu d'Auteuil de Jean Le Marois, mise en scène Georges Vitaly, Théâtre La Bruyère
- 1973 : Par-dessus bord de Michel Vinaver, mise en scène Roger Planchon, Théâtre national populaire Villeurbanne
- 1980 : L'Homme au chapeau de porcelaine de Fernando Arrabal, mise en scène Gérard Hernandez, Théâtre Tristan-Bernard
- 1987 : Moi, moi et moi de Henri Mitton, mise en scène Georges Vitaly, Théâtre du Lucernaire
- 1991 : Quand épousez-vous ma femme ? de Jean Bernard-Luc et Jean-Pierre Conty, mise en scène Daniel Colas
- 1994 : La Nuit du crime de Jean Serge, Robert Chazal et Robert Hossein d'après Steve Pasteur, mise en scène Robert Hossein, Théâtre de Paris

## Doublage

### Cinéma

#### Films
- Stan Lee (12 films) dans :
  - Avengers (2012) : le type qui critique les Avengers
  - Avengers : L'Ère d'Ultron (2015) : un vétéran de l'armée
  - Captain America: Civil War (2016) : le livreur
  - Doctor Strange (2016) : un passager du bus
  - Les Gardiens de la Galaxie Vol. 2 (2017) : un astronaute
  - Thor: Ragnarok (2017) : le coiffeur de Sakaar
  - Black Panther (2018) : un joueur de Poker
  - Avengers : Infinity War (2018) : le conducteur de bus scolaire
  - Ant-Man et la Guêpe (2018) : le propriétaire de la voiture qui se fait rétrécir
  - Venom (2018) : l'homme qui interpelle Eddie
  - Captain Marvel (2019) : lui-même
  - Avengers: Endgame (2019) : le chauffeur des années 70

- James Tolkan dans :
  - Les Maîtres de l'univers (1987) : Détective Lubic
  - Retour vers le futur 2 (1989) : M. Strickland
  - Retour vers le futur 3 (1990) : Marshall Strickland

- Gene Wilder dans :
  - Charlie et la Chocolaterie (1971[n 1]) : Willy Wonka (2e doublage, voix parlée)
  - Pas nous, pas nous (1989) : Dave Lyons

- Fisher Stevens dans :
  - Short Circuit (1986) : Ben « Jabutiya » Jahrvi
  - Appelez-moi Johnny 5 (1988) : Ben « Jabutiya » Jahrvi

- John Getz dans :
  - La Mouche (1986) : Statis Boran
  - La Mouche 2 (1989) : Statis Boran

- Christopher Lloyd dans :
  - Nobody (2021) : David Mansell
  - Nobody 2 (2025) : David Mansell

- 1985 : Lifeforce : Colin Kane (Peter Firth)
- 1985 : Commando : Sully (David Patrick Kelly)
- 1985 : Silverado : John T. Langston (John Cleese)
- 1985 : Ouragan sur l'eau plate : Pepito (Trevor Laird)
- 1985 : Mad Max : Au-delà du dôme du tonnerre : le tueur de cochons (Robert Grubb)
- 1985 : Génération perdue : Max (Edward Herrmann)
- 1985 : Transylvania 6-5000 : Fejos (Michael Richards)
- 1986 : La Dernière Passe : Jack Dundee (Robin Williams)
- 1986 : Shanghai Surprise : Mei Gan (Kay Tong Lim)
- 1986 : La Petite Boutique des horreurs : le reporter (Michael Shannon)
- 1986 : Club Paradis : Randy White (Steven Kampmann)
- 1987 : L'Aventure intérieure : Ozzie Wexler (John Hora (en))
- 1987 : La Veuve noire : Shin (James Hong)
- 1987 : Princess Bride : Vizzini (Wallace Shawn)
- 1987 : Les Sorcières d'Eastwick : Clyde (Richard Jenkins)
- 1987 : Les Incorruptibles : George (Brad Sullivan)
- 1987 : Le Secret de mon succès : Art Thomas (Gerry Bamman)
- 1988 : Police Academy 5 : Tony (René Auberjonois)
- 1989 : Portrait craché d'une famille modèle : David Brodsky (Dennis Dugan)
- 1989 : Une journée de fous : Tom Canning (Larry Pine)
- 1992 : Bruits de coulisses : Tim Allgood (Mark Linn-Baker)
- 1993 : La Classe américaine : Peter (Dustin Hoffman)
- 1996 : Du Vent dans les saules : Rat (Eric Idle)
- 2002 : Scooby-Doo : Emile Mondavarious (Rowan Atkinson)
- 2005 : Thank You for Smoking : lui-même (Dennis Miller)
- 2010 : L'Agence tous risques : Médecin allemand (Dwight Schultz)
- 2014 : Top Five : lui-même (Jerry Seinfeld)
- 2020 : Rebecca : ? (?)
- 2021 : Dans les yeux de Tammy Faye : ? (?)

#### Films d'animation
- 1982[n 2]: Cobra, le film : Cobra
- 1985 : Nicholas Nickleby : Frank Cheerbyle
- 1988[n 3] : Max et Compagnie, le Film : le père de Max (1er doublage)
- 1997 : Au service de Sa Majesté : D'Artachien
- 1998 : La Mouette et le Chat : Fidèle
- 1998 : Les Razmoket, le film : Roger-Jean, Olivier
- 2000 : Les Razmoket à Paris, le film : Roger-Jean, Olivier
- 2003 : Les Razmoket rencontrent les Delajungle : Roger-Jean, Olivier
- 2006 : Barbie au bal des douze princesses : Felix
- 2014 : Les Nouveaux Héros : le père de Fred[n 4]
- 2018 : Spider-Man: New Generation : Stan, l'homme de la boutique qui vend un costume de Spider-Man à Miles[n 4]

### Télévision

#### Téléfilms
- Ken Camroux :
  - Panique en plein ciel (1990) : Derek Green
  - Au-delà des rêves (1997) : Paul Lund
- 1996 : Le Droit d'être mère : Tom Stockman (James Marshall)
- 1999 : L'enfant imaginaire : Tim Beeman (Victor Garber)
- 2005 : Le Journal de Suzanne : Matt Harrison (Johnathon Schaech)
- 2007 : Manatu : Le Jeu des trois vérités : Mathias (Markus Knüfken)

#### Séries télévisées
- Bob Saget dans :
  - La Fête à la maison (1987-1995) : Daniel « Danny » Tanner (192 épisodes)
  - Une fille à scandales (1995) : Bob Saget (saison 1, épisode 9)
  - Un père peut en cacher un autre (en) (2001-2002) : Matt Stewart (22 épisodes)
  - Joey (2004) : Bob Saget (saison 1, épisode 11)
  - How I Met Your Mother (2005-2014) : Ted Mosby en 2030 (voix, 205 épisodes)
  - New York, unité spéciale (2006) : Glenn Cheales (saison 8, épisode 9)

- Jerry Seinfeld dans :
  - Seinfeld (1989-1998) : Jerry Seinfeld (172 épisodes)
  - Infos FM (1997) : Jerry Seinfeld (saison 3, épisode 22)
  - Dingue de toi (1998) : Jerry Seinfeld (saison 7, épisode 1)
  - 30 Rock (2007) : Jerry Seinfeld (saison 2, épisode 1)
  - Louie (2012-2014) : Jerry Seinfeld (saison 3, épisode 12 et saison 4, épisode 2)

- Harry Groener dans :
  - Buffy contre les vampires (2000-2003) : le maire Richard Wilkins (2e voix - saisons 4 et 7, 3 épisodes)
  - Las Vegas (2003-2006) : Gunther (6 épisodes)
  - Médium (2005) : le patron de Joe (saison 2, épisodes 6 et 9)
  - Les Experts (2007) : Peyton Tallman (saison 7, épisode 16)

- Mark Linn-Baker dans :
  - Larry et Balki (1986-1993) : Larry Appleton (150 épisodes)
  - Twins (en) (2005-2006) : Alan Arnold (18 épisodes)
  - New York, section criminelle (2003 / 2007) : Wally Stevens (saison 2, épisode 14 et saison 6, épisode 21)

- Bronson Pinchot dans :
  - Notre belle famille (1997) : Jean-Luc Rieupeyroux (24 épisodes)
  - New York, section criminelle (2005) : Dr Greg Ross (saison 4, épisode 19)
  - New York, unité spéciale (2007) : Henry Carlisle (saison 9, épisode 1)

- Bruce Jarchow dans :
  - Chérie, j'ai rétréci les gosses (1997-2000) : H. Gordon Jennings (17 épisodes)
  - The Norm Show (1999) : Anthony Curtis (saison 1)
  - Desperate Housewives (2006) : Samuel Bormanis (saison 2)

- Bernie Kopell dans :
  - La croisière s'amuse (1982) : Dr Adam Bricker (voix de remplacement, saison 5)
  - Sunset Beach (1998) : le capitaine James Nelson (4 épisodes)

- Max Wright dans :
  - Friends (1994-1995) : Terry (saison 1, épisode 9 et saison 2, épisode 6)
  - The Norm Show (1999-2001) : Max Denby (49 épisodes)

- Ed Begley Jr. dans :
  - Meego (1997) : Dr Edward Parker (13 épisodes)
  - Blunt Talk (2015-2016) : Teddy (7 épisodes)

- Andy Milder dans :
  - Fame L.A. (1997-1998) : Marcus Carilli (21 épisodes)
  - Mentalist (2012) : Dr Leopold Sheck (saison 4, épisode 18)

- Lothaire Bluteau dans :
  - New York, unité spéciale (1999 / 2003) : James Henri Rousseau (saison 1, épisode 6) et Erich Tassig (saison 4, épisode 15)
  - New York, section criminelle (2001) : Rick Zainer (saison 1, épisode 10)

- Douglas Roberts dans :
  - Angel (2000) : Darin McNamara (saison 1, épisode 16)
  - Boomtown (2002) : Wilson Miner (saison 1, épisode 2)

- Josh Pais dans :
  - New York, section criminelle (2003 / 2007) : Ralph Friedman (saison 3, épisode 9) et Noah Brezner (saison 7, épisode 4)
  - New York, unité spéciale (2000-2001) : l'avocat Robert Sorensen (3 épisodes)

- Gibby Brand dans :
  - Boston Justice (2005) : Dr Leonard Raskin (saison 1, épisode 13)
  - Numb3rs (2005-2006) : Michael Sabello (4 épisodes)

- 1968[n 5] : Batman : le narrateur (William Dozier) (2e voix)
- 1974-1983[n 6] : M*A*S*H : Maxwell Klinger (Jamie Farr) (2e voix, saison 3 à 11)
- 1980 : Dallas : Greg Forrester (Christopher Coffey) (5 épisodes)
- 1982-1987[n 7] : Ricky ou la Belle Vie : Edward Stratton III (Joel Higgins)
- 1981-1985 : Des jours et des vies : Tony DiMera (Thaao Penghlis)
- 1984-1985 : V : Willie (Robert Englund)
- 1986 : Nord et Sud : M. Morgan (Jack Thibeau) (mini-série)
- 1986-1992 : La Loi de Los Angeles : Douglas Brackman (Alan Rachins) (1re voix)
- 1987 : Mariés, deux enfants : Al Bundy (Ed O'Neill) (1re voix, saison 1)
- 1989[n 8] : Corky, un adolescent pas comme les autres : Eric Bradford (Whip Hubley)
- 1989-1993 : Les Années coup de cœur : Kevin adulte (Daniel Stern)
- 1989-1993 : Sauvés par le gong : Richard Belding (Dennis Haskins)
- 1991 : Le Prince de Bel-Air : Dr Hoover (John Wesley)
- 1991-1992 : Marshall et Simon : Edgar Teller (Francis Guinan)
- 1991-1993 : Les Contes de la crypte : Dale Sweeney (Steven Weber), GG Devoe (Sam Waterston), Larry (John Kassir) et Winton Robbins (Bruce Boxleitner)
- 1995 : Au-delà du réel : L'aventure continue : Michael Deighton (Martin Kemp)
- 1995-1998 : Infos FM : Bill McNeal (Phil Hartman)
- 1995-1998 : JAG : Chuck DePalma (Cliff DeYoung) et Wally Anderson (Michael Tomlinson)
- 1996 : Dingue de toi : Osofsky (Allan Corduner)
- 1996-2003 : New York Police Blues : Paul Manos (John Apicella), Ryan Lipe (John Billingsley) et Remy Blanchard (Rocco Sisto)
- 1997 : Notre belle famille : Roger Keith (Dan Gilvezan) et Norbert Shubb (Kelly Connell)
- 1997-1998 : Une fille à scandales : Harris Van Doren (Jim Rash)
- 1997-2003 : Buffy contre les vampires :  M. Ward (Bob Fimiani) (saison 4, épisode 20 et 21), l'homme au fromage (David Wells) (saison 4, épisode 22) et Bob Flutie (Ken Lerner)
- 2000 : New York, unité spéciale : le patron de Kenneth Cleary (Peter Davies)
- 2001-2002 : Chez Schwartz : Gene Schwartz (Richard Kline)
- 2001-2002 : Spin City : Tom Crandall (Perry King)
- 2002 : 24 Heures chrono : Kevin Mitchell (Kevin Chapman)
- 2002-2003 : Les Anges de la nuit : Gueule d'argile (Kirk Baltz)
- 2003 / 2005 / 2006 : La Star de la famille : Hal Halverson (Regis Philbin)
- 2004 : Mon oncle Charlie : Andrew Sperlock (Terry Rhoads)
- 2004 : Monk : Lyle Peck (David Purdham)
- 2004-2006 : Urgences : Walton (Gregory Wagrowski)
- 2006 : Bones : Peter Odgen (Mark Harelik)
- 2006 : Boston Justice : le procureur-adjoint Glenn Jackson (Conor O'Farrell)
- 2006 : Eureka : Walter Perkins (Rob Labelle)
- 2023 : Song of the Bandits : ? ( ? )
- 2023 : Lessons in Chemistry : le président du conseil (James Gleason)

#### Séries d'animation
- 1936-1943[n 9] : Porky le Cochon : Porky
- 1968-1969[n 10] : Batman[1] : le Pingouin (voix principale)
- 1969[n 11] : Judo Boy : le chef des 5 motards et un soldat (épisode 13)
- 1975[n 11] : Fraidy Cat : Fraidy (voix du générique)
- 1977[n 11] : Edgar, le détective cambrioleur : Mohamed Assan (épisode 17)
- 1977-1978[n 12] :Grand Prix : Johnny Tornade (2e doublage)
- 1978[n 13] : Galaxy Express : Zeromino (épisode 2) et le père de Teddy (épisode 4)
- 1979[n 14] : La Patrouille des aigles : Mallanox, Cybercon et Vax
- 1982-1983[n 11] : Cobra : Cobra
- 1982-1983[n 11] : Albator 84 : Reck
- 1982-1983 : Gigi : Pilpil (voix de remplacement : plusieurs épisodes), M. Deguepviller (épisode 39) et Peter Tan (épisode 40)
- 1983-1985 : Mister T. : Jeff
- 1984-1985[n 10] : Wingman : David Duchemin / Wingman et Gédéon
- 1985-1987[n 10] : Le Collège fou, fou, fou : le père de Rei
- 1985-1987 : Clémentine : Basile et Carnigor
- 1985-1988 : Jem et les Hologrammes : Zipper, Techrat et divers personnages secondaires
- 1987 : Spiral Zone : Max Jones
- 1987-1988 : Max et Compagnie : Marc, le Grand-père et le patron de l'ABCD
- 1989 : Dragon Ball Z : Yamcha et divers personnages (épisode 11 et 12)
- 1989-1991[n 15] : Captain N : Megaman (1er voix)
- 1990[n 14] : Au Service de sa Majesté : D'Artachien
- 1990-1992 : Moumines : le narrateur, Cachou et M. Carrousel (2e voix)
- 1990-1993[n 16] : Widget : Mega Brain
- 1991 : Où est Charlie ? : Charlie
- 1991-1992 : L'École des champions : le commentateur
- 1991-2004 : Les Razmoket : Roger-Jean Cornichon
- 1992-1993 : Les Misérables : l'inspecteur Javert
- 1993-1994 : Junior le terrible : Ben Healy
- 1993-1994 : Biker Mice, les Motards de l'espace : Throttle (1er voix)
- 1994 : Davy Crockett : voix additionnelles
- 1994-1996[n 17] : Détective Bogey[2] : Bogey
- 1996-1997[n 18] :You're Under Arrest : le capitaine et Strike Man
- 1996-1997 : Les Rangers de l'espace : voix additionnelles
- 1996-1999 : Kangoo : Mister D
- 1998 : Cliff Hanger : Moriosky
- 1998-2000 : SOS Croco : Laffy (1er voix, épisode 1 à 6)
- 1999-2000 : Triple Z : Zéro
- 2000 : Chris Colorado : le Major Duval
- 2000-2003 : Ginger : Winston (1er voix)
- 2002-2003[n 19] : Megaman NT Warrior : Dr Willy et Torchman
- 2003 : Chocotte minute : voix additionnelles
- 2010 : Cobra The Animation : Cobra

### OAV
- 1989-1991[n 3] : Kimagure Orange Road : le père de Max et le grand-père (1er doublage)

### Jeu video
- 2003 : Les Looney Tunes passent à l'action : le dirigeant d'ACME Industrie
- 2022 : The Elder Scrolls Online : un fou

### Voix off
- 1998-2000 : Génération Albator : la voix-off

### Direction artistique

#### Séries télévisées
- 1986-1993 : Larry et Balki (avec Maurice Sarfati)
- 1992-1999 : Melrose Place
- 1997 : Meego
- 2000 : The Michael Richards Show
- 2005-2009 : How I Met Your Mother (saisons 1 à 4, avec Blanche Ravalec et Jean-François Kopf)

#### Séries d'animation
- 1996-1999 : Kangoo
- 1998-2000 : SOS Croco
- 1999-2000 : Triple Z
- 2000-2002 : Les Kangoo aux Jeux
- 2002-2006 : Kangoo Juniors
- 2003 : Chocotte minute